# Ernest Riera i Arbussà
Ernest Riera i Arbussà (Girona, 1966) és un traductor i llibreter català. Ha traduït més de cent vint títols de narrativa anglesa i una vintena d'obres de teatre, també de l'anglès i del francès, la majoria d'autors contemporanis (Evelyn Waugh, Harold Pinter, Tom Wolfe, Don DeLillo, Bruce Chatwin, John Irving, Charles Baxter, Tracy Chevalier o Zadie Smith), així com de Mark Twain. També ha traduït còmics; entre els més destacats, la majoria de versions catalanes de Corto Maltès. Actualment està traduint novel·les de la saga Discworld de Terry Pratchett.
A més de traduir, Riera regenta una llibreria de segona mà a Girona juntament amb Olga Vila.